# Lemophagus diversae
Lemophagus diversae là một loài tò vò trong họ Ichneumonidae.